# Downtown Jacksonville
Downtown Jacksonville est le quartier d'affaires de Jacksonville (Floride), situé à proximité du centre géographique de l'aire métropolitaine. Il comprend les districts de Brooklyn, LaVilla, Southbank, et Northbank. Dans le quartier de Northbank, Laura Street croise Independent Drive, Bay Street, Forsyth Street, Adams Street, Monroe Street, Duval Street et Church Street, et est le centre du quartier financier de la ville.

## Sites d'intérêt
- Acosta Bridge
- Bank of America Tower
- Baseball Grounds of Jacksonville
- CSX Corporation quartier général
- EverBank Field
- EverBank Tower
- Fidelity National Information Services quartier général
- Florida Theatre
- The Florida Times-Union quartier général
- Friendship Fountain
- Fuller Warren Bridge
- Hemming Park
- Jacksonville Riverwalk
- Jacksonville Veterans Memorial Arena
- Laura Street
- Laura Street Trio
- Main Street Bridge
- Monorail de Jacksonville
- Musée d'art contemporain de Jacksonville
- Riverplace Tower
- St. James Building
- Sally Corporation quartier général
- SunTrust Tower
- Wells Fargo Center